# 그 밤의 술맛
"그 밤의 술맛"은 2014년에 제작한 대한민국의 영화이다.

## 캐스팅
- 김예은[1] : 정현지 역
- 남연우 : 황설영 역
- 허정도 : 강형서 역
- 허지원 : 최정찬 역
- 이승찬 : 오세용 역